# 오유정
오유정(大湯町)은 아키타현 가즈노군에 있던 정이다. 현재의 가즈노시 북동부에 해당한다.
1956년에 도와다정과 합병해, 도와다정 오유가 되어 소멸하였다. 이후 1972년 도와다정이 주변 지자체와 재합병되어 가즈노시의 일부가 되었고, 오유정은 가즈노시 도와다오유라는 지명이 남아있다.

## 역사
- 선사시대 - 적어도 조몬 시대부터 취락을 형성. 주변 지역에서는 조몬 토기 등이 출토되고 1931년에는  문명의 존재를 보여주는 오유 환형열석 유적이 발견되었다.
- 중세 - 오유온천이 개탕되어 온천 휴양지로 번창하였다.
- 근세 - 에도시대에는 모리오카번의 가신인 기타씨(오유난부씨)가 통치하는 지행지로서 최대 2700여 석을 영지화했다.

### 현대
- 1889년 4월 1일 - 정ㅊ노제 시행에 수반해 오유촌이 성립하였다
- 1928년 11월 1일 - 정으로 승격해 오유정이 되었다.
- 1953년 5월 18일 - 2급 국도 103호선, 국도 104호선이 정을 통과한다.
- 1956년 9월 30일 - 가즈노군 도와다정과 합병해 도와다정이 신설해 소멸하였다.

### 도로
- 2급국도 제103호선
- 2급국도 제104호선